# LM.C
LM.C（エルエムシー）は、日本のロックユニット。2006年10月4日、メジャー・デビュー。公式ファンクラブは『Team☆LM.C』。

## メンバー
| メンバー       | パート | 備考                                                    |
| -------------- | ------ | ------------------------------------------------------- |
| maya（マァヤ） | Vocal  | ex.Sinners/石原軍団ジャポン（雅-miyavi-のバックバンド） |
| Aiji（アイジ） | Guitar | ex.PIERROT                                              |

## ライブ・サポート・メンバー
| ベース                      | Hiko EVAKAN mACKAz (DracoVirgo、ex. HIGH and MIGHTY COLOR) 鈴木賢二 高井淳 (ex.Waive) IKUO JOE                              |
| ドラム                      | DEATH-O KAEDE SASSY (DracoVirgo、ex. HIGH and MIGHTY COLOR) 石井悠也 早川誠一郎 (ex.ACID) 真矢 (LUNA SEA) 青山英樹 前田遊野 |
| キーボード&マニピュレーター | JayKay 村山☆潤/JUN NomNom                                                                                                   |
| パフォーマー                | DENKI-MAN |

## 概要
PIERROTのギタリストだったAijiと、Sinners及び雅-miyavi-のバックバンドのギタリストをしていたmayaによって結成されたロックユニット。2人は同じ長野県出身であり、mayaはかつて所属していたバンドSinnersのメンバーと共にPIERROTのローディーとして勧誘されたものの、mayaは断りSinnersの他のメンバーがローディーとなったが、Aijiとの付き合いはその後も続いていた。mayaのデモを聴いたAijiがmayaを誘う形でユニット活動が始まり、LM.C結成に至る。活動開始当時のコンセプトは「新世紀型Electorock」。2006年10月4日、シングル「Trailers【Gold】」「Trailers【Silver】」をリリースし、メジャー・デビュー。2007年、ファンクラブ「Team☆LM.C」を発足。

### ユニット名の由来
ユニット名を決める前に、ホームページのURL「lovely-mocochang.com」が先に決まっており、その頭文字をとってLM.Cとなった。

### THE MAD LM.C
凶悪にしてワイルドなロックバンド「THE MAD LM.C」として活動する事もある。その際は、個人名もMAD AIJI（ギター&ボーカル）、MAD MAYA（ベース）と変化している。 「THE MAD LM.C」としての楽曲はシングル LET ME' CRAZY!!、星の在処。-ホシノアリカ-のカップリングで聴くことができる。
なお、2014年10月16日/目黒鹿鳴館、10月31日/浦和ナルシスにてLM.Cオフィシャルファンクラブ「Team☆LM.C」限定でMAD MAYAとしてのライブが行われた。THE MAD LM.Cとは異なり、MAD MAYAがボーカル&ギターを担当した。

## 来歴
- 2006年
  - 4月2日、PIERROTの日比谷野外大音楽堂でのファンクラブ限定ライブ[3]で、デビューシングル発売の告知チラシを配布し初めてその存在を明かす。
  - 8月、メジャー・デビュー曲「☆Rock the LM.C☆」のMVシューティングにて、初めてファンの前にお披露目となる。
  - 10月4日、シングル「Trailers【Gold】」「Trailers【Silver】」を、2枚同時リリース。メジャー・デビュー。
  - 10月16日、デビューライブ「Release Party -60min-」をShibuya O-EASTで行う。

- 2007年
  - 3月7日、1枚目のアルバム『GLITTER LOUD BOX』を発売。
  - 7月28日、台湾最大のロック・フェスティバル『Formoz Festival 2007』に参加[4]。

- 2008年
  - 2月1日に韓国、2月3日には台湾にて単独ライブを敢行[5]。
  - 7月5日、アメリカ・ロサンゼルスでワンマンライブを開催[6][7]。
  - 7月27日 、台湾のロック・フェスティバル『Formoz Festival 2008』に参加[6]。
  - 11月5日、アルバム『GIMMICAL☆IMPACT!!』を発売。17日には、HEY!HEY!HEY! MUSIC CHAMPに出演し、「88」を披露した。

- 2009年
  - 1月から、南米・ヨーロッパ・アジアを含む、全11ヶ国14公演に及ぶ初のワールドツアーを敢行[8]。
  - 9月27日、横浜スタジアムで開催されたチャリティーコンサートイベント「Think the water,Feel the music. LIVE for LOVE we support WaterAid」に出演[9]。
  - 5月2日、日比谷野外音楽堂でLM.C LIVE 2009 YAON de FEVER.を開催[10]。
  - 12月25日、出身地である長野でLM.C TOUR'09 -winter- FINAL 「NAGANO de HOLY☆NIGHT」を開催。長野県民文化会館・大ホールで行った。

- 2010年
  - 3月3日、アルバム『WONDERFUL WONDERHOLIC』を発売。
  - 4月3日から、全8ヵ国12公演のヨーロッパツアーを敢行[11]。
  - 8月21日、イベント「JACK IN THE BOX 2010 SUMMER」に出演[12]。

- 2011年
  - デビュー5周年を記念した全国ツアー、～Go To The 5th Anniversary～ LM.C LIVE TOUR 2011、 LM.C TOUR 2011、Zepp Nagoya、Zepp Osaka、Zepp Tokyoの3箇所で  - CRAZY A GO GO GO TO THE 5TH ANNIVERSARY -を行う。
  - 5月1日、タイにてLM.C LIVE TOUR 2011 in Thailand、6月3日には香港でLM.C LIVE TOUR 2011 in Hong Kongを行う。
  - 東日本大震災の影響で延期となったが、5月29日、～Go To The 5th Anniversary～ LM.C LIVE 2011 YAON de FEVER FEVER!!を日比谷野外音楽堂で開催。雨の中でのライブとなった。
  - 10月12日、ベスト・アルバム『☆★Best the LM.C★☆2006-2011 SINGLES』を発売。
  - 10月16日、赤坂BLITZにてファン投票によってセットリストが決められるカウントダウンライブ「LM.Cリクエストアワー セットリストベスト20」、「Release Party-60min- Returns!!」と題した、2006年10月16日にShibuya O-EASTで行われた初ライブの再現ライブを開催。[13]
  - 10月23日、さいたまスーパーアリーナで行われたV-ROCK FESTIVAL '11に出演

- 2012年
  - 1月8日、初の日本武道館公演、～Go To The 5th Anniversary FINAL～ ★Rock the PARTY★ 2012を開催[14]。
  - 4月4日、アルバム『STRONG POP』を発売。
  - 4月27日、アメリカ・イリノイ州シカゴで開催されたカルチャーイベント「アニメセントラル」に出演。以降、中南米、ヨーロッパ、アジア各地で16カ国19公演に及ぶ世界ツアーを開始[15]。
  - 7月24日から、日本全国ツアーを開始[15]。

- 2013年
  - 1月2日から、3日連続で東名阪ツアー、LM.C LIVE TOUR 2013をZepp Nagoya、Zepp Namba、Zepp Tokyoで敢行[16]。
  - 6月5日、過去のシングルのカップリングに収録されていた曲を新たにマスタリングしたアルバム『B-Side BEST!!』を発売。未発表の曲「激FANFARE」等も含んだ作品。
  - 7月11日から、ツアー「STRONG SIDE vs POP SIDE」が開始。

- 2014年
  - レーベルをFlyingStar Recordsに移籍。移籍後初のミニアルバム『PERFECT FANTASY』を発売。2月18日から、ツアー「PERFECT FANTASY」を開始[17]。
  - MUCC SIX NINE WARS -ぼくらの七ヶ月間戦争- Episode 4「TRIANGLE」に参加。
  - baroque、GREMLINSと共にTHE SURVIVORS'14を開催。
  - SuG主催、渋谷 SuG Fes 2014 夏に出演。
  - 3度目の日比谷野外音楽堂でのライブとなるLIVE2014-YAON de FEVER MAX!!!を行う[18]。
  - 12月17日、ミニアルバム『PERFECT RAINBOW』を発売。
  - LM.C LIVE 2014 PERFECT RAINBOW -Release Party-を渋谷公会堂で開催。

- 2015年
  - 3月15日からLM.C TOUR 2015 -PERFECT RAINBOW-を開始
  - LM.Cの楽曲「88」にちなんだ8月8日、改装前の渋谷公会堂でのラストライブ★☆★☆Good-bye渋公!! 88ナイト☆★☆★ Over The Fantasy, Under The Rainbow.を開催。[19]。
  - 2014年、2015年に発売された『PERFECT FANTASY』、『PERFECT RAINBOW』、2作品のアルバムツアーLM.C TOUR 2015「Over The Fantasy, Under The Rainbow.」を9月5日から開始。ツアー開催を記念し、会場＆CJビクターオンラインサイト限定でPERFECTシリーズのCOMPLETE ALBUM『Over The Fantasy, Under The Rainbow.』を発売

- 2016年
  - LM.Cデビュー10周年を記念し、「Go to the 10th Anniversary LM.C TOUR 2016」と題した過去に発売した4枚のアルバム『SUPER GLITTER LOUD BOX』『GIMMICAL☆IMPACT!!』『WONDERFUL WONDERHOLIC』『STRONG POP』のコンセプトツアーを1月から隔月で開催[20]。ツアー中、3月に台湾にて「LM.C TOUR 2016“Go to the 10th Anniversary in Taiwan!!!!!!!!!!」を開催。4年ぶりに台湾のファンの前でパフォーマンスを披露した。
  - 7月17日、ブラジル・サンパウロで開催された大型アニメイベント「Anime Friends 2016」に出演。およそ4年ぶりに南米でライブを行った。
  - 10月4日にデビュー10周年を迎える。
  - 10月15日、VISUAL JAPAN SUMMIT 2016に出演[21]。
  - 「Go to the 10th Anniversary LM.C TOUR 2016」のツアーファイナル＆10年間の集大成ライブを、LM.Cがデビュー後初めてライブを行った、10月16日に「Go to the 10th Anniversary LM.C TOUR  FINAL☆★☆★☆Rock the WONDERLAND☆★☆★☆」を舞浜アンフィシアターで開催[22]。
  - 12月21日、およそ2年ぶりにフルアルバム『VEDA』を発売。完全生産限定盤には、10月16日に開催された「Go to the 10th Anniversary LM.C TOUR  FINAL☆★☆★☆Rock the WONDERLAND☆★☆★☆」のライブ映像が収録されている[23]。

- 2017年
  - 2月19日 TSUTAYA O-EASTからLM.C TOUR 2017「VEDA」を開始[24]。
  - 9月16日 長野CLUB JUNK BOXからTOUR 2017「The Never-ending Veda」を開始。台湾公演を含む全15公演。ツアーファイナルを10月24日赤坂BLITZ で実施。
- 2018年
  - 4月5日～8日 USA・ピッツバーグのコンベンションイベント「Tekko 2018」に出演
  - 5月12日、HEAVEN'S ROCK さいたま新都心VJ-3より「LM.C Club Circuit'18 -Spring-」全国9公演を実施。
  - 8月8日 アルバム「FUTURE SENSATION」を発売。
  - 8月25日より香港公演を含む全17公演のツアー「TOUR 2018 IN FUTURE」を実施。
  - 11月17日、8年ぶりにAijiの誕生日ライブ「LM.C LIVE 2018 [Aiji B-Day]」を開催。
- 2019年
  - 3月14日より台湾公演を含む18公演のツアー「TOUR 2019 NEW SENSATION」を実施。
  - 7月30日に「mayaの王様ナイト’19」を開催。
  - 10月3日より全国ツアー「LM.C Club Circuit'19 -Autumn-」10公演を実施
  - 10月31日～11月3日 USA・アトランタのコンベンションイベント「Anime Weekend Atlanta 2019」に出演
  - 12月11日、マイナビBLITZ赤坂にて「LM.C LIVE 2019"13th Anniversary!!!!!!!!!!!!!”」を開催。
- 2020年
  - 2月14日「Campanella」を配信リリース。
  - 2月29日「No Emotion」を配信リリース。
  - 4月3日「Happy Zombies」を配信リリース。
  - 4月に「ツアーパンフ＋CD「Brand New Songs」」をリリース。
  - 新型コロナウイルスの感染拡大に伴い、開催予定だったツアー「LM.C TOUR 2020 -Brand New Songs-」を延期。
  - 7月30日「maya BIRTHDAY EVENT 2020」を実施。
  - 「LM.C TOUR 2020 -Brand New Songs-」振替公演「LM.C TOUR 2020 -Brand New Stories-」全公演中止。
  - 10月30日・10月31日、「LM.C Club Circuit ’20 -Halloween- 」白金高輪SELENE b2公演を実施。ツアーとして実施予定だったが、他公演は中止。
- 2021年
  - 「LM.C LIVE 2021 -The Best Live Ever -」を隔月間隔で開催。
  - 15周年を記念し、レーベルの垣根を越えたALL TIME MUSIC CLIPS！15th Anniversary Complete Music Video Collection『THE MUSIC VIDEOS ’06-’21』を発売。
- 2022年
  - 3月21日より、ツアー「LM.C TOUR 2022 「怪物園」」を開催。
  - 4月6日、およそ4年ぶりフルアルバム「怪物園」を発売。
  - 7月30日、渋谷duo MUSIC EXCHANGEにて「maya BIRTHDAY LIVE 2022」を開催。1日3部公演の構成を敢行。
  - 9月25日、15周年を記念し、LINE CUBE SHIBUYA（渋谷公会堂）にて「LM.C 15th Anniversary Live "左耳のピアス。"」を開催。

## ディスコグラフィ

### シングル
|    | 発売日         | タイトル                                   | 最高順位 |  |
| -- | -------------- | ------------------------------------------ | -------- |  |
| 1  | 2006年10月4日  | Trailers【Gold】                           | 24位     |  |
| 2  | 2006年10月4日  | Trailers【Silver】                         | 29位     |  |
| 3  | 2007年1月31日  | OH MY JULIET.                              | 18位     |  |
| 4  | 2007年5月23日  | BOYS & GIRLS                               | 18位     |  |
| 5  | 2007年10月10日 | LIAR LIAR/Sentimental PIGgy Romance        | 15位     |  |
| 6  | 2007年12月12日 | Bell the CAT                               | 29位     |  |
| 7  | 2008年2月20日  | JOHN                                       | 26位     |  |
| 8  | 2008年6月4日   | 88                                         | 3位      |  |
| 9  | 2009年5月20日  | PUNKY ♥ HEART                              | 15位     |  |
| 10 | 2009年11月4日  | GHOST†HEART                                | 7位      |  |
| 11 | 2010年10月27日 | LET ME' CRAZY!!                            | 15位     |  |
| 12 | 2011年5月18日  | SUPER DUPER GALAXY                         | 18位     |  |
| 13 | 2011年7月27日  | 星の在処。-ホシノアリカ-                   | 18位     |  |
| 14 | 2011年11月9日  | ぬらりひょんの孫〜千年魔京〜オープニングCD | 10位     |  |
| 15 | 2012年2月22日  | Ah Hah!                                    | 28位     |  |
| 16 | 2012年11月28日 | DOUBLE DRAGON                              | 26位     |  |
| 17 | 2013年12月11日 | My Favorite Monster                        | 36位     |  |
| 18 | 2016年3月16日  | MONROEwalk                                 | 28位     |  |
| 19 | 2016年7月20日  | レインメーカー                             | 33位     |  |

### 配信限定シングル・配布・オムニバス
| 発売日         | タイトル                                                                    | レーベル                                          |
| -------------- | --------------------------------------------------------------------------- | ------------------------------------------------- |
| 2007年12月19日 | IN MY DREAM (WITH SHIVER)                                                   | LUNA SEA MEMORIAL COVER ALBUM-Re:birth-参加曲     |
| 2012年1月8日   | 「」                                                                        | 日本武道館ライブにて配布。                        |
| 2017年9月6日   | ツメタイヒカリ                                                              | Plastic Tree Tribute ~Transparent Branches~参加曲 |
| 2018年7月11日  | ChainDreamers                                                               | ビクターエンタテインメント                        |
| 2020年2月14日  | Campanella                                                                  | Wonderholic Records                               |
| 2020年2月29日  | No Emotion                                                                  | Wonderholic Records                               |
| 2020年4月1日   | Tour Pamphlet + CD 「Brand New Songs」                                      | Wonderholic Records                               |
| 2020年4月3日   | Happy Zombies                                                               |                                                   |
| 2021年11月17日 | JUST LIKE THIS!!-2021-                                                      | ポニーキャニオン                                  |
| 2023年10月16日 | LM.C HALLOWEEN TOUR 2023「†We're Happy Zombies†」TOUR PAMPHLET+CD+BD+M CARD |                                                   |
| 2023年10月31日 | Knight Bus                                                                  |                                                   |
| 2023年10月31日 | JOKER -2023-                                                                | Wonderholic Records                               |

### 映像作品
| 発売日         | タイトル                                                            | 規格品番   | 備考                   |
| -------------- | ------------------------------------------------------------------- | ---------- | ---------------------- |
| 2008年6月4日   | THE MUSIC VIDEOS                                                    | PCBP-51555 | オリコン最高33位       |
| 2008年9月17日  | ☆ROCK the PARTY☆'08                                                 | PCBP-51633 | オリコン最高50位       |
| 2010年7月28日  | The Live Of WONDERFUL WONDERHOLIC                                   | PCBP-52040 | オリコン最高72位       |
| 2012年5月16日  | ★Rock the PARTY★2012 at NIPPON BUDOKAN                              | PCBP-52140 | オリコン最高21位       |
| 2015年2月20日  | YAON de FEVER MAX!!!                                                |            | ※Team☆LM.C会員限定販売 |
| 2017年2月1日   | Go to the 10th Anniversary TOUR FINAL ☆★☆★☆Rock the WONDERLAND☆★☆★☆ |            |                        |
| 2021年3月15日  | LM.C Club Circuit '20 -Halloween-                                   | WHRV-0004  |                        |
| 2021年11月17日 | THE MUSIC VIDEOS '06-'21                                            |            |                        |
| 2022年12月25日 | LM.C 15th Anniversary Live "Hidari Mimi no PIERCE."                 |            |                        |

## タイアップ一覧
| 使用年 | 曲名                       | タイアップ |
| ------ | -------------------------- | --- |
| 2006年 | ☆Rock the LM.C☆            | テレビ朝日ほかアニメ『RED GARDEN』エンディングテーマ（第1話 - 第11話）                                         |
| 2006年 | little Fát Màn boy         | テレビ朝日系『KID'S NEWS』エンディングテーマ                                                                   |
| 2007年 | OH My JULIET.              | テレビ朝日ほかアニメ『RED GARDEN』エンディングテーマ（第12話 - 第21話）                                        |
| 2007年 | BOYS & GIRLS               | テレビ東京系アニメ『家庭教師ヒットマンREBORN!』オープニングテーマ（標的27 - 標的51）                           |
| 2007年 | LIAR LIAR                  | TBS系『エンタメキャッチ＋』オープニングテーマ                                                                  |
| 2007年 | LIAR LIAR                  | MLJ「アーティスト公式サウンド」CMソング                                                                        |
| 2007年 | Bell the CAT               | TBS系『ランク王国』2007年12月・2008年1月度オープニングテーマ                                                   |
| 2008年 | JOHN                       | テレビ朝日系土曜ミッドナイトドラマ『コインロッカー物語』エンディングテーマ                                     |
| 2008年 | JOHN                       | MLJ「アーティスト公式サウンド」CMソング                                                                        |
| 2008年 | 88                         | テレビ東京系アニメ『家庭教師ヒットマンREBORN!』オープニングテーマ（標的74 - 標的101）                          |
| 2008年 | METALLY (Flying Swamp Mix) | 映画『軍鶏 -Shamo-』テーマソング                                                                               |
| 2009年 | DAYS                       | ニンテンドーDSソフト『家庭教師ヒットマンREBORN! DS フェイトオブヒートII 運命のふたり』オープニングテーマソング |
| 2011年 | SUPER DUPER GALAXY         | 中京テレビ・日本テレビ系『フットンダ』エンディングテーマ                                                       |
| 2011年 | 星の在処。-ホシノアリカ-   | テレビアニメ『ぬらりひょんの孫〜千年魔京〜』オープニングテーマ（第2話 - 総集編）                               |
| 2011年 | MAD or DIE.                | テレビ東京系『Vの流儀』8月度オープニングテーマ                                                                 |
| 2011年 | The LOVE SONG              | テレビアニメ『ぬらりひょんの孫〜千年魔京〜』オープニングテーマ（第13話 - 総集編）                              |
| 2012年 | Ah Hah!                    | 日本テレビ系『ハッピーMusic』2月エンディングテーマ                                                             |
| 2012年 | Ah Hah!                    | テレビ東京系『ロック兄弟』4月度エンディングテーマ                                                              |
| 2012年 | GAME of LIFE               | BS朝日ドラマ『悪夢のドライブ』主題歌                                                                           |

## ヘビーローテーション/パワープレイ

### テレビ
| 放送年 | 曲名          | ヘビーローテーション/パワープレイ                     |
| ------ | ------------- | ----------------------------------------------------- |
| 2008年 | PUNKY ♥ HEART | 日本テレビ系『音楽戦士 MUSIC FIGHTER』5月度POWER PLAY |
| 2012年 | DOUBLE DRAGON | 日本テレビ系『ハッピーMusic』POWER PLAY               |

## ライブ

### Release Party -60min-
- 10月16日 Shibuya O-EAST

### LM.C Club Circuit'06
- 11月9日 長野JUNK BOX
- 11月11日 心斎橋CLUB QUATTRO
- 11月13日 名古屋CLUB QUATTRO
- 11月15日 渋谷CLUB QUATTRO

### LM.C LIVE 2007
- 2月3日  SHIBUYA-AX

### LM.C ClubCircuit'07
- 4月22日 高崎club FLEEZ
- 4月25日 水戸LIGHT HOUSE
- 5月1日 CLUB 24 YOKOHAMA
- 5月2日 HEAVEN’S ROCK熊谷
- 5月4日 柏ZAX
- 5月6日 札幌KRAPS HALL
- 5月8日 仙台MACANA
- 5月10日 金沢AZ
- 5月11日 長野CLUB JUNK BOX
- 5月14日 神戸VARIT
- 5月16日 広島ナミキジャンクション
- 5月18日 博多DRUM Be-1
- 6月3日 恵比寿LIQUIDROOM

### LM.C Club Circuit’07 -CRAZY A GO GO-
- 8月17日 大阪BIG CAT
- 8月18日 名古屋CLUB QUATTRO
- 8月22日 SHIBUYA-AX

### LM.C Club Circuit'07-Autumn-
- 11月3日 福岡DRUM Be-1
- 11月5日 名古屋Electric Lady Land
- 11月8日 大阪FAN J twice
- 11月9日 大阪FAN J twice
- 11月13日 札幌KRAPS HALL
- 11月15日 長野CLUB JUNK BOX
- 11月19日 仙台MACANA
- 11月20日 恵比寿LIQUIDROOM

### LM.C Club Circuit '08-Winter-
- 3月20日 仙台MACANA
- 3月22日 長野CLUB JUNK BOX
- 3月23日 名古屋ボトムライン
- 3月25日 大阪BIG CAT
- 3月27日 福岡DRUM Be-1
- 3月29日 SHIBUYA-AX

### LM.C Live in LA
- 7月5日 Crash Mansion(Los Angeles,USA)

### Team ☆ LM.C Limited Live Vol.1
- 7月17日 Shibuya O-EAST

### ☆Rock the PARTY☆'08
- 7月19日 渋谷C.C.Lemonホール

### LM.C TOUR 2008-2009 '08-Autum-
- 7月19日 渋谷C.C.Lemonホール

### ☆Rock the PARTY☆'08
- 11月16日 横浜BAY HALL
- 11月18日 柏ZAX
- 11月21日 HEAVEN’S ROCK Kumagaya
- 11月24日 高崎club FLEEZ
- 11月26日 富山CLUB MAIRO
- 11月28日 金沢AZ
- 11月30日 神戸VARIT.
- 12月4日 新潟CLUB JUNK BOX
- 12月5日 長野CLUB JUNK BOX
- 12月7日 札幌mole
- 12月9日 青森QUARTER
- 12月11日 仙台CLUB JUNK BOX
- 12月12日 水戸LIGHT HOUSE
- 12月17日 岡山CRAZYMAMA2ndRoom
- 12月19日 広島ナミキジャンクション
- 12月21日 福岡DRUM Be-1
- 12月24日 大阪BIG CAT
- 12月25日 名古屋ボトムライン

### Team ☆ LM.C Limited Live Vol.2
- 12月23日 大阪Club GARDEN(ESP HALL)

### LM.C TOUR 2008-2009
- 1月17日 渋谷C.C.Lemonホール
- 1月18日 渋谷C.C.Lemonホール

### TOUR　LM.C TOUR  2008-2009 in SouthAmerica
- 1月23日 TEATRO NORMANDIE（Santiago, Chile）
- 1月25日 Santana Hall（Sao Paulo, Brazil）

### TOUR　LM.C TOUR 2008-2009 in EUROPE
- 1月28日 Zoe Club (Mirano, Italy)」
- 1月30日Salamandra Sala 1 (Barcelona, Spain)
- 1月31日 Rockstone(Montpellier, France)
- 2月1日 La Loco(Paris, France)
- 2月3日 the Underworld Camden(London, England)
- 2月4日The Werkstatt(Koln, Germany)
- 2月5日Backstage(Munchen, Germany)
- 2月7日 Tyrol(Stockholm, Sweden)
- 2月8日 GLORIA(Helshinki, Finland)

### TOUR　LM.C TOUR '2008-2009 in Asia
- 2月13日 The Wall Live House (台湾・台北)
- 2月14日 The Wall Live House (台湾・台北)
- 2月15日 Sangsang Madang Live Hall(想像広場LIVE HALL) （韓国・ソウル）

### Team☆LM.C Limited Live Vol.3
- 2月21日 赤坂 BLITZ

### Team☆LM.C Presents
- 4月30日 Shibuya O-WEST

### LM.C LIVE 2009 YAON de FEVER.
- 5月2日 日比谷野外大音楽堂

### LM.C Club Circuit'09-CRAZY A GO GO 2-
- 8月22日 名古屋クラブダイアモンドホール
- 8月23日 大阪なんばHatch
- 8月30日 新木場COAST

### LM.C TOUR'09 -winter-
- 12月9日 仙台darwin
- 12月10日 新潟CLUB JUNK BOX
- 12月12日 柏PALOOZA
- 12月13日 HEAVEN'S ROCK Kumagaya
- 12月16日 名古屋クラブダイアモンドホール
- 12月17日 大阪なんばHatch
- 12月19日 岡山CRAZYMAMA KINGDOM
- 12月20日 博多CB
- 12月23日 札幌ペニーレーン24

### LM.C TOUR'09 -winter- FINAL 「NAGANO de HOLY☆NIGHT」
- 12月25日 長野県民文化会館・大ホール（ホクト文化ホール）

### 2010年だし抽選で2010名様にプレゼントだから意外に当たっちゃうかもよ！キャンペーン☆A賞☆
- 3月22日 SHIBUYA-AX

### Team☆LM.C Limited Live Vol.4
- 3月23日 Shibuya O-WEST
- 3月24日 OSAKA MUSE

### LM.C LIVE TOUR 2010 in EUROPE
- 4月3日 Relax Club(Moscow, Russia)
- 4月5日 Tavastia (Helshinki, Finland)
- 4月6日 Klubben (Stockholm, Sweden)
- 4月7日 Markthalle (Hamburg, Germany)
- 4月9日 Backstage (Muniche, Germany)
- 4月10日 Diesel Club (Budapest, Hungary)
- 4月11日 Scene (Wien, Austria)
- 4月13日 Tunnel (Milano, Italy)
- 4月14日 Transbordeur (Lyon, France)
- 4月15日 La Phare (Toulouse, France)
- 4月17日 Elysee Montmartre (Paris, France)
- 4月18日 Zeche (Bochum, Germany)

### LM.C TOUR2010
- 5月4日 C.C.Lemonホール
- 5月5日 C.C.Lemonホール
- 5月7日 umeda AKASO
- 5月8日 umeda AKASO
- 5月9日 名古屋ボトムライン
- 5月11日 仙台 Darwin
- 5月13日 HEAVEN'S ROCK 熊谷
- 5月15日 金沢AZ
- 5月16日 富山club MAIRO
- 5月18日 高崎club FLEEZ
- 5月22日 福岡DRUM Be-1
- 5月23日 岡山CRAZYMAMA KINGDOM
- 5月25日 横浜BAYSIS
- 6月4日 札幌ペニーレーン24
- 6月6日 新潟LOTS

### We're Just WONDERHOLIC!!
- 7月19日 C.C.Lemonホール

### LM.C LIVE 2010
- 11月17日 SHIBUYA-AX

### Team☆LM.C Limited Count Down Live 2010→2011
- 12月31日 長野JUNK BOX

### ～Go To The 5th Anniversary～ LM.C LIVE TOUR 2011
- 2月11日 名古屋ボトムライン
- 2月12日 umeda AKASO
- 2月13日 KYOTO MUSE
- 2月17日 岡山CRAZYMAMA KINGDOM
- 2月19日 松山サロンキティ
- 2月20日 高松DIME
- 2月23日 熊本DRUM Be-9 V1
- 2月25日 鹿児島SR HALL
- 2月27日 福岡DRUM Be-1
- 3月5日 青森QUARTER
- 3月6日 仙台darwin
- 5月3日 札幌ペニーレーン24 ※延期公演
- 5月25日 金沢AZ ※延期公演
- 5月26日 富山Club MAIRO ※延期公演
- 5月28日 新潟LOTS ※延期公演

### LM.C LIVE TOUR 2011 in Thailand
- 5月1日 Centerpoint Playhouse （タイ・バンコク）※延期公演

### Team☆LM.C Limited Live Vol.5
- 5月9日 Shibuya O-WEST

### ～Go To The 5th Anniversary～ LM.C LIVE 2011 YAON de FEVER FEVER!!
- 5月29日 日比谷日比谷野外音楽堂 ※延期公演

### LM.C LIVE TOUR 2011 in Hong Kong
- 6月3日 香港・Auditorium 3/F Kitech 九龍灣國際展貿中心 （香港・九龍湾）※延期公演

### LM.C LIVE TOUR 2011 in Taiwan
- 6月5日 The Wall Live House（台湾・台北）※延期公演

### Team☆LM.C主催「mayaの王様ナイト2011」
- 7月30日 SHIBUYA AX

### LM.C TOUR 2011 - CRAZY A GO GO GO TO THE 5TH ANNIVERSARY –
- 8月5日 Zepp NAGOYA
- 8月6日 Zepp OSAKA
- 8月10日 Zepp TOKYO

### Team☆LM.C New Year's LIVE 2012
- 1月5日 Shibuya-O-Crest
- 1月6日 Shibuya O-Crest

### ～Go To The 5th Anniversary FINAL～ ★Rock the PARTY★ 2012
- 1月8日 日本武道館

### LM.C LIVE TOUR 2012 -KANTO 7 NIGHTS-
- 2月18日 水戸LIGHT HOUSE
- 2月19日 HEAVEN’S ROCK Kumagaya
- 2月21日 高崎club FLEEZ
- 2月24日 SUNPHONIX HALL in YOKOHAMA ARENA
- 2月26日 HEAVEN'S ROCK Utsunomiya
- 2月29日 柏PALOOZA
- 3月17日 新木場STUDIO COAST

### Team☆LM.C Presents STRONG POP Kick Off Party
- 4月15日 Shibuya O-EAST

### LM.C LIVE TOUR 2012 -world tour-
- 4月30日 Circo Volador (Mexico City, Mexico)
- 5月3日 Por confirmar (Santiago, Chile)
- 5月5日 Não definido (São Paulo, Brazil)
- 5月7日Teatro ECCI El Dorado (Bogota, Colombia)
- 5月8日 Por confirmar (Caracas, Venezuela )
- 5月11日 Moscow Concert Hall (Moscow, Russia)
- 5月13日 Tavasita (Helshinki, Finlamd)
- 5月15日 Columbia Club (Berlin, Germany)
- 5月16日 Proxima (Warsaw, Poland)
- 5月17日 Club 202 (Budapest, Hungary)
- 5月19日 Backstage Werk (Munich, Germany )
- 5月20日 KAO (Lyon, France)
- 5月21日 Bataclan (Paris, France)
- 5月23日 Relentless Garage (London, UK)
- 5月24日 Zeche (Bochum, Germany)
- 6月1日 THE WALL Live House (台北・台湾)
- 6月2日 THE WALL Live House (台北・台湾)
- 6月3日 蒲吧 (香港・西湾河)

### LM.C LIVE TOUR 2012 -STRONG POP-
- 7月24日 赤坂BLITZ
- 7月25日 赤坂BLITZ
- 8月4日 熊本DRUM Be-9 V2
- 8月5日 福岡DRUM Be-1
- 8月7日 岡山IMAGE
- 8月9日 広島ナミキジャンクション
- 8月11日 松山サロンキティ
- 8月12日 高松DIME
- 8月14日 KYOTO MUSE
- 8月16日 金沢AZ
- 8月18日 富山MAIRO
- 8月19日 新潟LOTS
- 8月24日 青森QUARTER
- 8月26日 札幌ペニーレーン24
- 8月28日 盛岡Club Change wave
- 8月30日 仙台darwin
- 9月22日 大阪BIG CAT
- 9月23日 名古屋ボトムライン

### LM.C LIVE TOUR 2012 -STRONG POP- FINAL
- 9月30日 渋谷公会堂

### Team☆LM.C 5th Anniversary Presents 『今夜はアゲ♂アゲ♀TEAMer★NIGHT』
- 12月13日 渋谷 club asia

### LM.C LIVE TOUR 2013
- 1月2日 Zepp Namba
- 1月3日 Zepp Nagoya
- 1月4日 Zepp Tokyo

### STRONG SIDE vs POP SIDE ～前夜祭～
- 3月16日 Shibuya O-WEST
- 3月17日 Shibuya O-WEST

### LM.C LIVE TOUR 2013 -STRONG SIDE vs POP SIDE-
- 7月11日 神戸VARIT. (STRONG SIDE)
- 7月13日 高松DIME  (POP SIDE)
- 7月14日 松山サロンキティ (STRONG SIDE)
- 7月16日 熊本DRUM Be-9 V2 (POP SIDE)
- 7月18日 福岡DRUM Be-1 (STRONG SIDE)
- 7月20日 岡山IMAGE (POP SIDE)
- 7月21日 広島ナミキジャンクション (STRONG SIDE)
- 7月23日 KYOTO MUSE (POP SIDE)
- 7月27日 名古屋ボトムライン (STRONG SIDE)
- 7月28日 ESAKA MUSE (POP SIDE)
- 8月7日 札幌KRAPS HALL (STRONG SIDE)
- 8月8日 札幌KRAPS HALL (POP SIDE)
- 8月10日 仙台MACANA (STRONG SIDE)
- 8月11日 仙台MACANA (POP SIDE)
- 8月13日 水戸LIGHT HOUSE (STRONG SIDE)
- 8月14日 柏PALOOZA (POP SIDE)
- 8月20日 長野 CLUB JUNK BOX (STRONG SIDE)
- 8月21日 長野 CLUB JUNK BOX (POP SIDE)

### Team☆LM.C Presents LIVE
- 10月1日 代官山UNIT

### LM.C LIVE TOUR FINAL -Stay strong, Stay pop.-
- 10月5日 渋谷公会堂

### Team☆LM.C present's LIVE 2013→2014!!
- 12月27日 ESAKA MUSE
- 12月30日 HEAVEN'S ROCK さいたま新都心 VJ-3
- 12月31日 長野CLUB JUNK BOX（2部）

### LM.C TOUR 2014 [PERFECT FANTASY]
- 2月7日 赤坂BLITZ-Release Party-
- 2月15日 広島ナミキジャンクション
- 2月16日 岡山IMAGE OPEN
- 2月18日 神戸VARIT.
- 2月20日 KYOTO MUSE
- 2月22日 高知キャラバンサライ
- 2月23日 松山サロンキティ
- 2月27日 金沢 AZ
- 2月28日 新潟LOTS
- 3月2日 札幌KRAPS HALL
- 3月3日 札幌KRAPS HALL
- 3月5日 青森Quarter
- 3月7日 盛岡CLUB CHANGE WAVE
- 3月9日 仙台darwin
- 3月19日 HEAVEN'S ROCK宇都宮
- 3月22日 HEAVEN'S ROCK熊谷
- 3月23日 HEAVEN'S ROCKさいたま新都心
- 3月29日 柏PALOOZA
- 3月30日 高崎club FLEEZ
- 4月3日 福岡DRUM Be-1
- 4月5日 大阪BIG CAT
- 4月6日 名古屋ボトムライン

### mayaの王様ナイト 2014
- 7月30日 AiiA Theater Tokyo

### LIVE2014-YAON de FEVER MAX!!!
- 9月7日 日比谷野外大音楽堂

### LM.C LIVE 2014 PERFECT RAINBOW -Release Party-
- 12月30日 渋谷公会堂

### Team☆LM.C Limited LIVE 2014→2015
- 12月31日 HEAVEN'S ROCK さいたま新都心 VJ-3

### LM.C TOUR 2015 -PERFECT RAINBOW-
- 3月15日 横浜プレミアホール
- 3月18日 HEAVEN'S ROCKさいたま新都心
- 3月20日 柏PALOOZA
- 3月22日 名古屋ボトムライン
- 3月26日 岡山IMAGE
- 3月28日 福岡DRUM Be-1
- 3月29日 福岡DRUM Be-1
- 3月31日 松山サロンキティ
- 4月1日 高知X-pt.
- 4月3日 ESAKA MUSE
- 4月4日 ESAKA MUSE
- 4月6日 水戸LIGHT HOUSE
- 4月8日 HEAVEN'S ROCK宇都宮
- 4月9日 仙台darwin
- 4月11日 札幌KRAPS HALL
- 4月12日 札幌KRAPS HALL
- 4月14日 the five morioka
- 4月16日 長野CLUB JUNK BOX
- 4月17日 長野CLUB JUNK BOX
- 4月19日 富山MAIRO

### Team☆LM.C Presents 「maya BIRTHDAY LIVE 2015」
- 7月30日 TSUTAYA O-EAST

### ◆★☆★☆Good-bye渋公!! 88ナイト☆★☆★ Over The Fantasy, Under The Rainbow.
- 8月8日 渋谷公会堂

### LM.C TOUR 2015「Over The Fantasy, Under The Rainbow.」
- 9月5日 HEAVEN'S ROCK宇都宮
- 9月6日 HEAVEN'S ROCKさいたま新都心
- 9月9日 町田 The Play House
- 9月10日 横浜BAYSIS
- 9月12日 HEAVEN'S ROCK熊谷
- 9月15日 札幌KRAPS HALL
- 9月16日 札幌KRAPS HALL
- 9月18日 秋田Club SWINDLE
- 9月20日 金沢 AZ
- 9月21日 名古屋ボトムライン
- 9月23日 ESAKA MUSE
- 9月25日 広島ナミキジャンクション
- 9月27日 高松DIME
- 9月28日 京都MUSE
- 9月30日 福岡DRUM Be-1
- 10月3日 長野 CLUB JUNK BOX
- 10月10日 仙台JUNK BOX
- 10月13日 柏PALOOZA
- 10月16日 TSUTAYA O-EAST

### Go to the 10th AnniversaryLM.C TOUR 2016【SUPER GLITTER LOUD BOX】
- 1月31日 TSUTAYA O-EAST
- 2月7日 浜松FORCE
- 2月14日 OSAKA MUSE
- 2月15日 KYOTO MUSE
- 2月17日 福岡DRUM Be-1
- 2月19日 岡山IMAGE

### LM.C TOUR 2016"Go to the 10th Anniversary in Taiwan!!!!!!!!!!"
- 3月19日 高雄駁二LIVE WAREHOUSE

### Go to the 10th Anniversary LM.C TOUR 2016【GIMMICAL☆IMPACT!!】
- 4月2日 柏PALOOZA
- 4月9日 ESAKA MUSE
- 4月16日 the five morioka
- 4月17日 仙台CLUB JUNK BOX
- 4月23日 名古屋Electric Lady Land
- 4月29日 東京キネマ倶楽部
- 4月30日 東京キネマ倶楽部

### Go to the 10th AnniversaryLM.C TOUR 2016【WONDERFUL WONDERHOLIC】
- 6月3日 新宿BLAZE
- 6月5日 名古屋Electric Lady Land
- 6月12日 福岡DRUM Be-1
- 6月14日 広島セカンド・クラッチ
- 6月18日 金沢AZ
- 6月25日 KYOTO MUSE
- 6月26日 OSAKA MUSE

### maya BIRTHDAY LIVE 2016
- 7月30日 CLUB CITTA'

### mayaの王様ナイト 16'
- 7月30日 CLUB CITTA'

### Go to the 10th AnniversaryLM.C TOUR 2016【STRONG POP】
- 8月7日 札幌cube garden
- 8月9日 青森Quarter
- 8月11日 仙台MACANA
- 8月13日 水戸LIGHT HOUSE
- 8月14日 HEAVEN'S ROCKさいたま新都心
- 8月20日 名古屋Electric Lady Land
- 8月21日 OSAKA MUSE
- 8月27日 高崎club FLEEZ
- 8月28日 長野CLUB JUNK BOX

### Go to the 10th Anniversary LM.C TOUR  FINAL☆★☆★☆Rock the WONDERLAND☆★☆★☆
- 10月16日 舞浜アンフィシアター

### LM.C TOUR2017 「VEDA」
- 2月19日 TSUTAYA O-EAST
- 3月11日 HEAVEN'S ROCK さいたま新都心VJ-3
- 3月14日 HEAVEN'S ROCK 宇都宮VJ-2
- 3月18日 HEAVEN'S ROCK 熊谷VJ-2
- 3月19日 甲府 Conviction
- 3月22日 水戸LIGHT HOUSE
- 3月25日 高崎club FLEEZ
- 3月26日 川崎セルビアンナイト
- 3月28日 広島SECOND CRUTCH
- 3月30日 神戸VARIT.
- 4月1日 ESAKA MUSE
- 4月8日 札幌KRAPS HALL
- 4月9日 札幌KRAPS HALL
- 4月11日 山形MUSIC SHOWA Session
- 4月13日 郡山HIPSHOT JAPAN
- 4月15日 金沢AZ
- 4月16日 富山MAIRO
- 4月18日 長野CLUB JUNK BOX
- 4月20日 KYOTO MUSE
- 4月22日 福岡DRUM Be-1
- 4月23日 熊本B.9 V2
- 4月25日 岡山IMAGE
- 4月28日 高松DIME
- 4月29日 松山サロンキティ
- 5月1日 名古屋Electric Lady Land

### TOUR 2017「The Never-ending Veda」
- 9月16日 長野CLUB JUNK BOX
- 9月23日 柏PALOOZA
- 9月24日 F.A.D yokohama
- 9月30日 HEAVEN'S ROCK さいたま新都心VJ-3
- 10月1日 HEAVEN'S ROCK 宇都宮VJ-2
- 10月7日 札幌cube garden
- 10月9日 山形MUSIC SHOWA Session
- 10月11日 仙台MACANA
- 10月14日 名古屋Electric Lady Land
- 10月15日 OSAKA MUSE ※Team☆LM.C限定
- 10月17日 福岡DRUM Be-1
- 10月19日 岡山IMAGE
- 10月21日 福井 CHOP
- 10月24日 赤坂BLITZ
- 10月28日 高雄LIVE WAREHOUSE

### Team☆LM.C Limited-『少し遅めのアケオメ二〇一八の儀!! × 少し早めのアメリカ遠征壮行会!! 〜そして明日はバレンタイン’s Day♪〜』
- 2月13日 柏PALOOZA ※Team☆LM.C限定

### LM.C Club Circuit'18 -Spring-
- 5月12日 HEAVEN'S ROCK さいたま新都心VJ-3
- 5月13日 柏PALOOZA
- 5月19日 DUCE SAPPORO
- 5月20日 DUCE SAPPORO
- 5月26日 岐阜CLUB ROOTS
- 5月27日 ⻑野CLUB JUNK BOX
- 6月2日 ESAKA MUSE
- 6月3日 名古屋Electric Lady Land
- 6月10日 白金高輪SELENA b2

### TOUR 2018 IN FUTURE
- 8月25日 HEAVEN'S ROCK さいたま新都心VJ-3
- 8月26日 柏PALOOZA
- 9月1日 名古屋Electric Lady Land
- 9月2日 ESAKA MUSE
- 9月4日 岡山IMAGE
- 9月6日 福岡DRUM Be-1
- 9月8日 奈良NEVER LAND
- 9月15日 HEAVEN'S ROCK 宇都宮VJ-2
- 9月16日 水戸LIGHT HOUSE
- 9月22日 長野CLUB JUNK BOX
- 9月26日 仙台CLUB JUNK BOX
- 9月27日 青森クォーター
- 9月29日 札幌cube garden
- 9月30日 札幌cube garden
- 10月4日 TSUTAYA O-WEST ※Team☆LM.C限定
- 10月6日 TSUTAYA O-EAST
- 10月14日 香港TTN_

### LM.C LIVE 2018 [Aiji B-Day]
- 11月17日 渋谷ストリームホール

### Team☆LM.C Limited　LM.C Countdown Live 18→19 × Kashiwa PALOOZA 10th Anniversary Start-up Live!!
- 12月31日 柏PALOOZA ※Team☆LM.C限定

### LM.C TOUR 2019 NEW SENSATION
- 3月14日 渋谷WWW
- 3月29日 柏PALOOZA
- 3月30日 新横浜NEW SIDE BEACH!!
- 4月4日 福岡DRUM Be-1
- 4月6日 徳島club GRINDHOUSE
- 4月7日 滋賀B-FLAT
- 4月13日 HEAVEN'S ROCK 宇都宮VJ-2
- 4月14日 HEAVEN'S ROCK さいたま新都心VJ-3
- 4月17日 川崎Serbian Night
- 4月19日 名古屋Electric Lady Land
- 4月20日 ESAKA MUSE
- 5月4日 札幌KRAPS HALL
- 5月5日 札幌KRAPS HALL
- 5月7日 仙台MACANA
- 5月17日 台湾・台北THE WALL TAIPEI
- 5月18日 台湾・高雄LIVE WAREHOUSE
- 5月25日 白金高輪SELENE b2
- 5月26日 白金高輪SELENE b2

### LM.C LIVE mayaの王様ナイト’19
- 7月30日 TSUTAYA O-EAST

### LM.C Club Circuit'19 -Autumn-
- 10月3日 柏PALOOZA
- 10月6日 名古屋Electric Lady Land
- 10月9日 HEAVEN'S ROCK さいたま新都心VJ-3
- 10月12日 金沢AZ
- 10月13日 新潟GOLDEN PIGS RED STAGE
- 10月16日 新横浜 NEW SIDE BEACH!!
- 10月19日 大阪ESAKA MUSE
- 10月20日 和歌山 SHELTER
- 10月26日 静岡 Sunash
- 10月27日 甲府CONVICTION

### LM.C LIVE 2019"13th Anniversary!!!!!!!!!!!!!"
- 12月11日 マイナビBLITZ赤坂

### maya BIRTHDAY EVENT 2020
- 7月30日 渋谷CLUB QUATTRO

### LM.C Club Circuit ’20 -Halloween-
- 10月30日 白金高輪SELENE b2
- 10月31日 白金高輪SELENE b2

### LM.C LIVE 2021 -The Best Live Ever Vol.1- "LET ME’ CRAZY!!"
- 4月26日 恵比寿リキッドルーム

### LM.C LIVE 2021 -The Best Live Ever Vol.2- "No Emotion"
- 6月28日 Veats Shibuya

### LM.C LIVE 2021 -The Best Live Ever Vol.3- "Shibuya Cantabile"
- 6月29日 Veats Shibuya

### LM.C LIVE 2021 -The Best Live Ever Vol.4- “88”
- 8月8日 大阪 ESAKA MUSE

### LM.C LIVE 2021 -The Best Live Ever Vol.5- “METALLY"
- 8月8日 大阪 ESAKA MUSE

### LM.C LIVE 2021 -The Best Live Ever Vol.7- “We are Team☆LM.C!!”
- 10月16日 渋谷duo MUSIC EXCHANGE ※Team☆LM.C限定

### LM.C LIVE 2021 -The Best Live Ever Vol.8- “Hollow Hotel”
- 10月21日 白金高輪SELENE b2

### LM.C LIVE 2021 -The Best Live Ever Vol.9- “End of the End”
- 10月24日 NAGANO CLUB JUNK BOX

### LM.C LIVE 2021 -The Best Live Ever Vol.10- "JUST LIKE THIS!!"
- 12月10日 川崎CLUB CITTA'

### LM.C TOUR 2022 「怪物園」
- 3月21日 白金高輪SELENE2
- 3月24日 大阪 ESAKAMUSE
- 3月25日 名古屋 Electric Lady Land
- 4月8日 仙台darwin
- 4月10日 川崎セルビアンナイト
- 4月16日 名古屋 ell.FITS ALL
- 4月17日 大阪 ESAKAMUSE
- 6月6日 恵比寿LIQUIDROOM
- 6月25日 名古屋 ell fit's all
- 6月26日 大阪 ESAKAMUSE
- 8月1日 渋谷duo MUSIC EXCHANGE

### maya BIRTHDAY LIVE 2022
- 7月30日 渋谷duo MUSIC EXCHANGE

### LM.C 15th Anniversary Live "左耳のピアス。"
- 9月25日 LINE CUBE SHIBUYA公演

### イベント出演
- Monster's field ver.3（2006年9月3日 Shibuya O-Crest）
- ROCK THE NATION-ADDICT PARTY-（2006年9月10日・9月23日・9月24日 池袋Club ADDICT）
- stylish wave ILLUSION'06（2006年11月17日 Zepp Tokyo）
- stylish wave ILLUSION'07 Vol.3（2007年4月29日 日比谷野外大音楽堂）
- FM OSAKA BUZZ ROCK presents"BUZZ MANIAX"（2008年5月18日なんばHatch）